# HMS Ocean (R68)

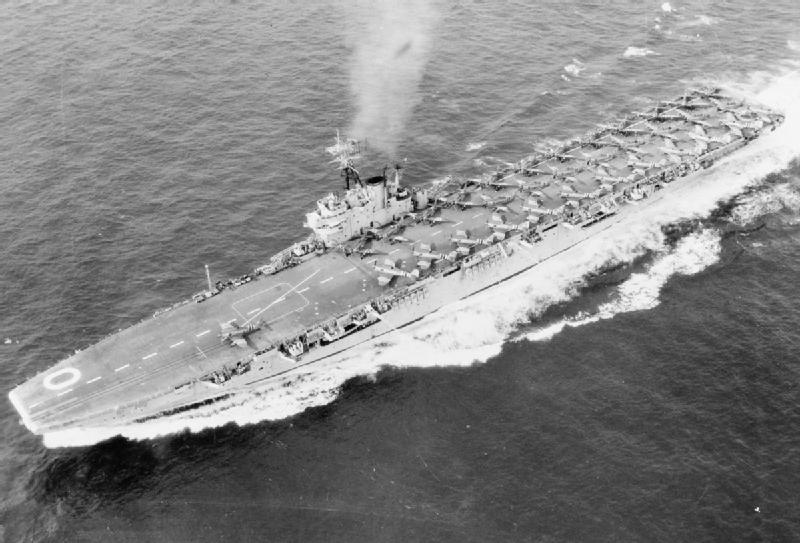
HMS Ocean utanför Korea i juli 1952.

HMS Ocean var ett hangarfartyg av Colossus-klass i brittiska Royal Navy. Hon byggdes i Glasgow av Alexander Stephen and Sons. Hon kölsträcktes i november 1942 och togs i tjänst den 30 juni 1945. I mars 1944 lades ett förslag fram av den australiska regeringen att köpa ett lätt hangarfartyg, då särskilt Ocean. Beslutet avslogs i början av juni 1945 och fartyget togs i tjänst i Royal Navy.

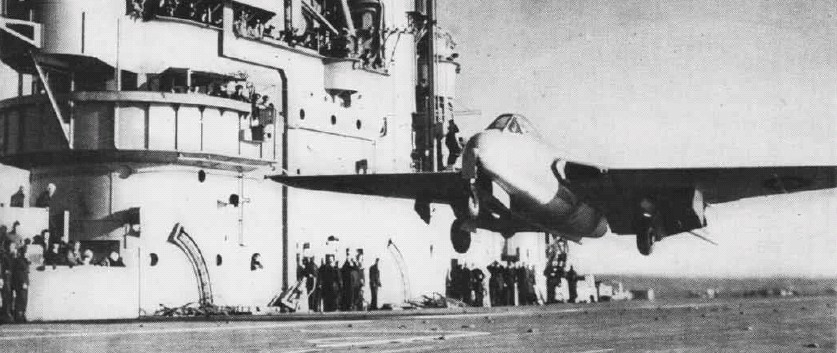
Den första start och landningen med jetflygplan, 1945.

Den 4 december 1945 gjordes den första landningen med ett jetflygplan någonsin när en Sea Vampire flugen av Eric "Winkle" Brown landade på Ocean (trots att ett jetplan, Ryan FR-1 Fireball, i komposit och kolvmotordriven han gjort ett hangarfartygslandning tidigare det året när dess radiella motor misslyckats.) Den sista Fairey Swordfish att göra en officiell flygning från ett hangarfartyg i Royal Navy gjorde så tidigare i oktober 1945 från Oceans flygdäck. När brittiska styrkor drog sig tillbaka från Palestina 1948 understödde Ocean tillbakadragandet. Ocean utgupperades två gånger till Korea, dels från maj till oktober 1952, dels från maj till november 1953.
I augusti 1954 anslöt hon sig till Home Fleets träningseskader men spelade en aktiv roll i Suezkrisen. I det första helikopteranfallet någonsin i stor skala, landsattes Westland Whirlwind och Bristol Sycamore-helikoptrar från Ocean och Theseus 425 man ur 45 Commando och 23 ton utrustning i Port Said på 90 minuter. Efter Suez tjänstgjorde fartyget inte aktivt igen. Hon försattes i reserven 1958 och skrotades 1962 vid Faslane.
I sin bok om den ungerska revolutionen hänvisar Peter Fryer kortfattat till "gripandet av tolv brittiska sjömän på hangarfartyget Ocean efter olagliga möten" i oktober 1956.